# Eutreptia scotica
Eutreptia scotica, secondo una classificazione filogenetica (Butcher 1961) è una specie del supergruppo Excavata appartentente alla famiglia Eutreptiaceae.

## Caratteristiche
Eutreptia scotica è una specie esclusivamente marina, ed è stata ritrovata per la prima volta in Scozia da Butcher nel 1961, Raccolto a Millport, sull'estuario del Clyde, in Scozia.